# Kreutsee
Der Kreutsee (auch Kreuthsee) ist ein Baggersee auf dem Gebiet der Gemeinde Kiefersfelden nahe der österreichischen Grenze im Landkreis Rosenheim in Bayern. Er entstand, wie der nahegelegene Hödenauersee und Kieferer See, beim Bau der Inntalautobahn.

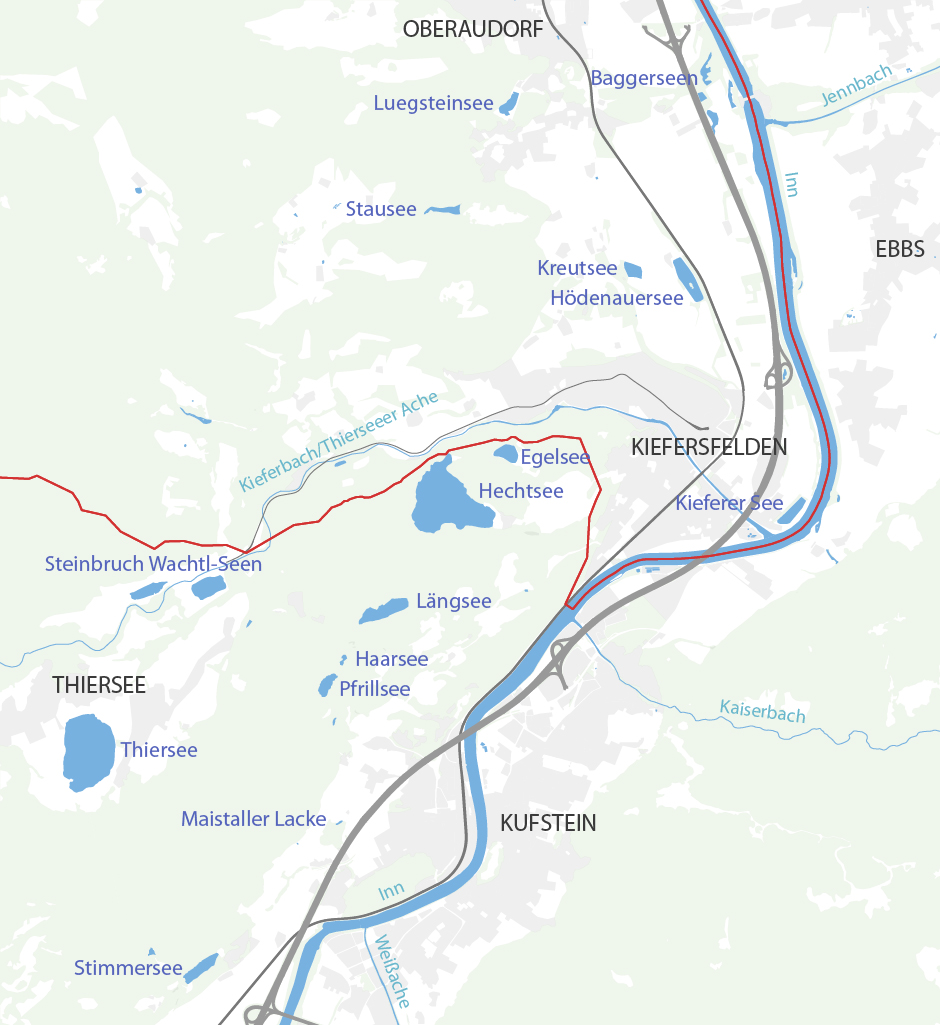
Seen um Kufstein und Kiefersfelden

Der Kreutsee liegt im Landschaftsschutzgebiet Inntal Süd (LSG-00595.01).